# محمد بن عبد الله آل عبد القادر
محمد بن عبد الله آل عبد القادر الأنصاري الأحسائي (ربيع الأول 1312 - ربيع الأول 1391) (سبتمبر 1894 - مايو 1971) فقيه شافعي وقاضي ومؤرخ سعودي من أهل القرن الرابع عشر الهجري/ العشرين الميلادي. ولد بمدينة المبرز بالأحساء وينتمي إلى أسرة معروفة فيها. درس على أعلام أسرته وحفظ القرآن. عيّنه عبد العزيز آل سعود قاضيًا على المبرز من 1925 وظل بهذا المنصب حتى 1962. اشتغل بالتدريس والبحث وكان خطبيًا وإمامًا. يعد من أبرز علماء منطقة الأحساء الذين اعتنوا بتاريخها وتراثها حيث قام بتأليف تحفة المستفيد بتاريخ الأحساء في القديم والحديث. توفي في مسقط رأسه.

## سيرته
هو محمد بن عبد الله بن عبد المحسن بن محمد بن عبد الله بن أحمد بن عبد الله بن محمد بن عبد القادر الأنصاري الأحسائي. ولد بمدينة المبرز بالأحساء في ربيع الأول سنة 1312/ سبتمبر 1894 ونشأ بها. تلقى علومه الأولية على شيوخ أسرته فحفظ القرآن على عبد اللطيف بن محمد آل عفالق وهو ابن إحدى عشرة سنة. وتلقى مبادئ واللغة العربية وعلومها والفقه الشافعي على عبد الرحمن صالح آل عبد القادر ودرس التفسير والحديث والفقه الشافعي والنحو والصرف والبلاغة والأدب على عمه وأستاذه عبد الله بن علي آل عبد القادر. 

### مهنته
عيّنه عبد العزيز آل سعود قاضيًا على المبرز، وخطيبًا بها في مسجد الإمام فيصل بن تركي في شعبان سنة 1343/مارس 1925. وأسندت إليه رئاسة أول مجلس للمعارف بالأحساء منذ تأسيسه في 1359 هـ/ 1940 م وحتى إلغائه في 1365 هـ/ 1946 م.

كان إلى جانب عمله بالقضاء يقوم بالتدريس أيضًا في مدرستي الجبري والعتبان بالمبرز ويتفرغ للبحث. وكان يعقد في بستانه الواقع شرق مدينة المبرز ندوة أسبوعية يوم الثلاثاء، وعرفت تلك الندوة بمجلس العصر وكان يحضرها الشعراء والأدباء والمثقفون.

وظل قاضيًا وخطيبًا وإمامًا إلى أن بلغ سن السبعين. آلت مكتبته التي كانت تضم العديد من الكتب المخطوطة والمطبوعة إلى جامعة الملك فيصل بالأحساء. 

وممن تتلمذ عليه أخوه عبد المحسن، ومن أسرة آل عبد القادر: حسن بن حسين، وإبراهيم بن عبد المحسن وعبد الله بن حسين وعلي بن عبد الله آل خطيب وعلي بن محمد الكرود وأحمد عبد اللطيف اليحيى. 

## وفاته
توفي محمد بن عبد الله آل عبد القادر في ربيع الأول سنة 1391/ مايو 1971 في مسقط رأسه. 

## مؤلفاته
- تحفة المستفيد بتاريخ الأحساء في القديم والحديث أو تحفة المستفيد بتاريخ الأحساء في القديم والجديد: يتكون من قسمين، الأول يختص بتاريخ الأحساء حتى العهد السعودي، وإلى جانب الأحداث التاريخية فقد اشتمل هذا القسم على معلومات جغرافية عن القرى والينابيع والآبار في الأحساء. صدرت الطبعة الأولى لهذا القسم سنة 1379 هـ/ 1960 م بتعليق حمد الجسار. وقسم الثاني، فكان عن العلم والأدب في هجر عاصمة الأحساء، وأشرف على طبعه وفهرسته محمد زهير الشاويش وصدرت طبعته الأولى سنة 1382 هـ/ 1963 م عن المكتب الإسلامي بدمشق. ثم تمت طباعة الكتاب بقسميه الأول والثاني على نفقة علي بن عبد الله آل ثاني. طبع فيما بعد طبعة أخرى في مجلدين بالمناسبة المئوية لتأسيس المملكة العربية السعودية عام 1419 هـ/ 1998 م. [3]
- مختارات آل عبد القادر: ويضم مختارات شعرية لأفراد آل عبد القادر جمعها المؤلف بهدف تقديم نصوص أدبية للطلاب. صدرت الطبعة الأولى سنة 1383 هـ/ 1964 م.